# Jean-François Bastien
Ne doit pas être confondu avec Jean-François Bastien (chanteur).
Jean-François Bastien, né le 14 juin 1747 à Paris et mort en 1824, est un libraire et polygraphe français, auteur d'éditions de textes, d'ouvrages et de compilations botaniques et agronomiques.

## Principales publications
- Calendrier du jardinier, ou Journal de son travail distribué par chaque mois de l'année (1806)
- La Flore jardinière (1809)

Compilations et éditions d'ouvrages
- Traité des délits et des peines, traduit de l'italien d'après la sixième édition, revue, corrigée & augmentée de plusieurs pièces très-intéressantes pour l'intelligence du texte, par Cesare Beccaria, traduit par Étienne Chaillou de Lisy (1773)
- Les Métamorphoses, ou l'Âne d'or d'Apulée d'Apulée (2 volumes, 1787)
- Mémoires de Sully, principal ministre de Henri-le-grand, Nouvelle édition,  plus exacte et plus correcte que les précédentes. J. Fr. Bastien (6 volumes, 1788)
- Dictionnaire géographique portatif, des quatre parties du monde, traduit de l'anglois sur la dernière édition de Laurent Échard, par Vosgien. Nouvelle édition, revue, rectifiée, mise en ordre et augmentée par J. Fr. Bastien (1795)
- La Nouvelle Maison rustique, ou Économie rurale pratique et générale de tous les biens de campagne. Nouvelle édition entièrement refondue, considérablement augmentée et mise en ordre (3 volumes, 1798)
- Dictionnaire universel de la langue françoise, extrait comparé des dictionnaires anciens et modernes, ou Manuel d'orthographe et de néologie, avec Pierre Claude Victor Boiste (1800)
- Œuvres philosophiques, historiques et littéraires de d'Alembert (10 volumes, 1805)
- La Porte des langues ouverte de Comenius (1815)
- Dictionnaire botanique et pharmaceutique, contenant les principales propriétés des minéraux, des végétaux et des animaux, avec les préparations de pharmacie, internes et externes, les plus usitées en médecine et en chirurgie, par une société de médecins, de pharmaciens et de naturalistes, orné de XVII grandes planches (2 volumes, 1817)
- Petit Dictionnaire d'anecdotes, ou Choix de traits singuliers, de bons mots, de plaisanteries, de saillies heureuses, de contes et d'épigrammes, dont un grand nombre relatifs à la Révolution, sont inédits ou peu connus, recueillis et mis en ordre par J.-Fr. Bastien (3 volumes, 1829)

Traduction
- Pierre Abélard : Lettres d'Abeilard et d'Héloïse (2 volumes, 1782)

## Pour approfondir